# Гриншпан, Гершель
Гершель (Герман) Файбель Гриншпан (нем. Herschel (Hermann) Feibel Grynszpan; 28 марта 1921, Ганновер, — после 26 сентября 1942) — родившийся в Веймарской республике польский еврей. В 1936 году из-за отсутствия будущего в нацистской Германии иммигрировал в Бельгию, а оттуда во Францию. В конце октября 1938 года его родители были с десятками тысяч других польских евреев насильственно депортированы в нечеловеческих условиях в Польшу. Чтобы отомстить за унижения и жестокое обращение с его семьёй и другими родственниками и друзьями, 7 ноября 1938 года в Париже Гриншпан совершил покушение на немецкого дипломата Эрнста фом Рата, скончавшегося от полученных ранений через два дня. Нацистский режим воспользовался этим покушением, чтобы под девизом «Месть за убийство фом Рата» провести против еврейской общины массовый погром, ставший известным под названием «Хрустальная ночь».

## Биография

### Детство
Родился в польско-еврейской семье портного Зенделя Гриншпана и Рифки Гриншпан (урождённой Зильберберг), которые в апреле 1911 года переехали из Царства Польского в Ганновер, где поселились на Бургштрассе, 36. У них было шестеро детей, из которых выжили только трое. 31 января 1916 года у них родилась дочь Эстер Бейле (Берта), 29 августа 1919 года — сын Мордехай Элиэзер (Марк), а 28 марта 1921 года — второй сын и последний ребёнок Гершель Файбель (Герман), получивший польское гражданство.
До 1935 года Гершель посещал восьмилетнюю школу, но не окончил её. Был членом сионистской группы «Мизрахи» и спортклуба «Бар-Кохба». По словам его учителей, он обладал незаурядным интеллектом, однако не отличался прилежанием. При поддержке своей семьи и еврейской общины Ганновера Гриншпан поступил во франкфуртскую иешиву, расположенную в переулке Христгассе, где, среди прочего, изучал иврит, однако через 11 месяцев ушёл оттуда. Между тем, дискриминация евреев в Германии к тому времени приняла конкретные формы (бойкот евреев, закон о восстановлении профессионального чиновничества, закон против переполнения немецких школ и высших учебных заведений и прочие антисемитские законы), в связи с чем Гриншпан не мог найти себе ни работы, ни места обучения. Он подал заявление на выезд в Палестину, однако британские власти отказали ему как несовершеннолетнему и предложили обратиться через год.

### Франция
В июле 1936 года 15-летний Гриншпан с имеющимися документами — польским паспортом и въездной визой в Германию, действующей до 1 апреля 1937 года, — отправился в Брюссель к своему дяде Вольфу Гриншпану, намереваясь дожидаться там визы на въезд в Палестину. Так как сумма, которую Гершель мог вывезти с собой, ограничивалась 10 рейхсмарками, дядя встретил его довольно холодно, после чего Гершель принял предложение другого своего дяди, проживающего в Париже Авраама Гриншпана, приехать к нему. В сентябре друзья Вольфа Гриншпана, сомневающегося в возможности официального разрешения на въезд, тайно переправили Гершеля через границу. Он прибыл в Париж, мучаясь болями в желудке и частой рвотой. Состояние Гриншпана усугублялось его тщедушностью: рост составлял 1,54 м, а вес — 45 кг.
Являясь ортодоксальным иудеем, в Париже Гриншпан регулярно посещал службы. Гриншпан считал себя намного более посвящённым к религии, чем его родители. В окружении дядиной семьи также преобладали евреи. Их основным языком был идиш, но они говорили и по-немецки. Изредка Гершель помогал дяде в работе, но постоянных занятий не имел. Он встречался с друзьями, часто ходил в кино и посещал места, где собирались гомосексуалы.
В течение двух лет Гриншпан безуспешно добивался вида на жительство во Франции. Когда же он пожелал вернуться к семье, полицайпрезидент Ганновера отказал Гриншпану, заявив, что его документы не в порядке (срок действия польского паспорта Гриншпана истёк в конце января 1938 года). В августе Гриншпан получил распоряжение покинуть Францию до 15 числа, но дядя спрятал его в мансарде одного из парижских домов. Так положение Гриншпана стало безвыходным — он не имел работы, находился в розыске и был вынужден скрываться.

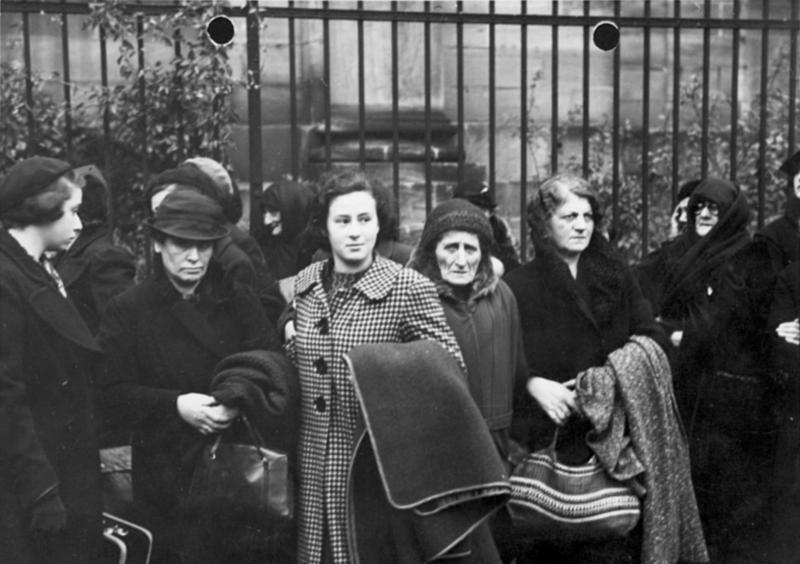
Выдворение польских евреев в октябре 1938 года из Нюрнберга

Тем временем семья Гриншпана (члены которой до сих пор оставались гражданами Польши, хотя и проживали в Германии более 20 лет) была арестована в рамках проводившейся 28 и 29 октября 1938 года общегосударственной акции по выдворению из Германии польских евреев, затронувшей около 17 000 человек. Все арестованные были насильственно депортированы через немецко-польскую границу в районе посёлка Збоншинь. Однако Польша пропустила на свою территорию лишь около 4000 человек — прочие были вынуждены оставаться на ничейной земле под открытым небом, будучи совершенно беспомощными. Данная ситуация получила международный резонанс, в том числе и в парижской прессе. Семья Гриншпанов смогла получить разрешение на въезд, после чего сестра Гриншпана Берта написала ему открытку, которую он получил 3 ноября 1938 года.
Дорогой Герман!
Ты слышал о нашем большом несчастье. Я подробно расскажу тебе, как это случилось. ...В четверг вечером к нам пришли из зипо и сказали, что мы должны идти в полицию и взять с собой паспорта. Так, как были, мы вместе с ними пошли в полицию. Там был уже собран весь наш район.
Оттуда нас всех на полицейской машине отвезли в гостиницу. ...Хотя нам не сказали, что случилось, но мы видели, что всё уже решено. Те из нас, кто имел паспорт на руках, должны были покинуть страну до 29-го числа. Нам больше не разрешили вернуться домой. Я просила, чтобы меня пустили домой, чтобы взять хоть что-нибудь из вещей. Потом я пошла вместе с зипо и положила в чемодан нужные предметы одежды. Это всё, что я спасла. Мы без гроша. [Следующая фраза зачёркнута, видимо: «Не могли бы вы с дядей прислать что-нибудь в Лодзь?»]
Приветы и поцелуи от всех.
Берта
.

### Убийство Эрнста фом Рата

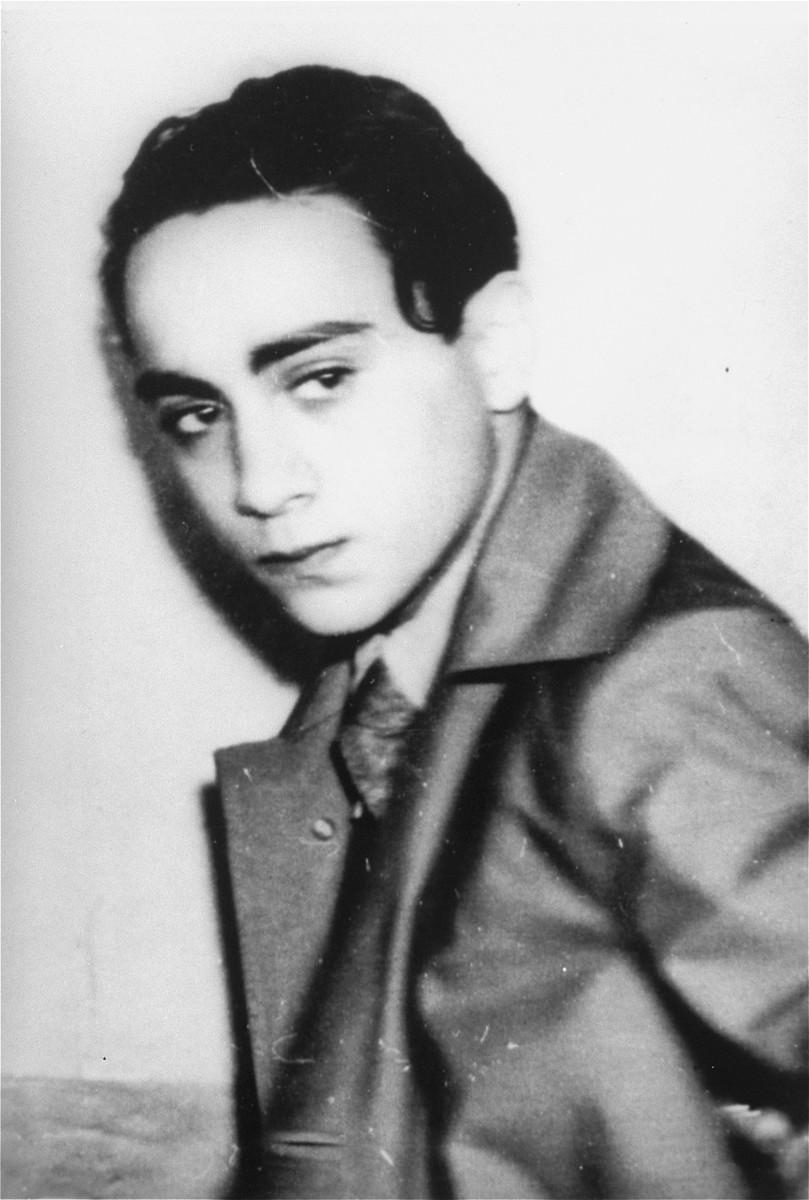
Гершель Гриншпан после своего ареста

4 ноября 1938 года, после получения Гриншпаном открытки от сестры, он прочёл в парижской газете Haynt (Journée Parisienne), выходящей на идише, дальнейшие драматические подробности депортации. Это побудило его проявить о семье ещё больше заботы. 6 ноября он попросил своего дядю немедленно отправить деньги своим родителям. Авраам проявил колебания, и между ними произошёл конфликт, после которого Гершель покинул семью дяди, захватив свои сбережения.
Гриншпан переночевал в дешёвом отеле и написал родителям прощальное письмо, которое засунул в карман. 7 ноября он купил в оружейном магазине револьвер за 235 франков, после чего отправился в посольство Германии в Пале-Богарне и попросил вызвать для разговора секретаря посольства. Его принял в своём кабинете секретарь посольства фом Рат, низший из двух дежуривших в тот момент служащих, при этом обойдясь без регистрационных формальностей и свидетелей (историк Ганс-Юрген Дёшер сделал отсюда вывод, что Рат и Гриншпан были знакомы). Гриншпан тут же выстрелил из своего оружия в фом Рата пять раз (в результате полученных ранений фом Рат скончался через два дня). Согласно протоколу французской полиции, Гриншпан оскорбил Рата, назвав его «un sale boche» («грязным бошем») и выкрикнул, что он действует во имя 12 000 преследуемых евреев. Схоже он выразился и в найденном при нём прощальном письме к родителям: «Моё сердце облилось кровью, когда я узнал о вашей судьбе, и я должен протестовать так, чтобы об этом узнал весь мир». Гриншпан, не предпринявший попытки к бегству, был арестован французской полицией и был помещён в тюрьму для несовершеннолетних Фрэн под Парижем.
Эрнст фом Рат, родившийся в 1909 году, изучал право и весной 1932 года сдал свой первый государственный экзамен, после чего проходил стажировку. В 1932 году вступил в НСДАП, а в апреле 1933 года — в СА. В 1934 году был зачислен на службу в Имперское министерство иностранных дел Германии. Годичную подготовительную практику он проходил в Париже как личный секретарь своего дяди, немецкого посла во Франции Роланда Кёстера. В июне 1936 года Рат прошёл дипломатическо-консульскую аттестацию в Берлине. После этого Рат провёл год в немецком посольстве в Калькутте, но был вынужден вернуться из-за болезни обратно в Германию. Как говорил сам фом Рат, болезнью была амёбная дизентерия в тяжёлой форме. Однако по словам лечащих врачей фом Рата, в действительности он заболел ректальной гонореей, приобретённой в результате гомосексуального полового акта. Для лечения этой болезни он выбрал в Берлине еврейских врачей, по-видимому, чтобы уменьшить вероятность огласки. С 13 июля 1938 года Рат вновь служил в немецком посольстве в Париже, а 18 октября 1938 года был назначен секретарём миссии.

### Последствия покушения в Германии
По приказу рейхсминистра народного просвещения и пропаганды Йозефа Геббельса статьи о покушении на фом Рата появились под броскими заголовками во всех газетах и послужили предлогом для самого масштабного из всех проходивших ранее еврейского погрома, известного как «Хрустальная ночь». Вечером 9 ноября 1938 года, через несколько часов после известия о смерти фом Рата, НСДАП и СА подготовили и согласовали акции против еврейского населения и его имущества: отряды одетых в штатское штурмовиков СА и членов НСДАП вышли на улицы, вооружённые палками, ножами, кинжалами, револьверами, топорами, молотами и ломами. Они врывались в синагоги, поджигали их, а также били витрины еврейских магазинов, после чего грабили и громили их. Подобному поруганию подверглись и жилища евреев. Если погромщикам отказывались открывать, те выламывали двери и разоряли имущество хозяев. Найденные деньги, сберегательные книжки и ценные бумаги мародёры забирали с собой. Евреи, в том числе женщины и дети, подверглись издевательствам и унижениям.
Всего было разрушено и сожжено 267 синагог и 815 магазинов и предприятий, принадлежавших евреям. 36 человек погибло, 20 тысяч евреев было арестовано. Общий ущерб составил 25 млн рейхсмарок, из которых 5 млн пришлось на разбитые витрины (отсюда и название — «Хрустальная ночь»). Дополнительными актами глумления над жертвами погрома стало обнародованное 12 ноября 1938 года «Положение об искупительной повинности», а также наложенная на еврейское население контрибуция в размере одного миллиарда рейхсмарок.

### Уголовное преследование во Франции
Сразу после ареста Гриншпана французский следователь Теснье предъявил ему обвинение в покушении на жизнь, которое после смерти Рата 9 ноября 1938 года было переквалифицировано на обвинение в убийстве.
Покушение вызвало осуждение как среди французов, так и среди большинства еврейского населения Франции, не в последнюю очередь из-за опасений, что оно будет использовано нацистами как повод для возмездия — опасений, впоследствии подтвердившихся. Кроме этого, еврейская община выдвинула идею о невменяемости Гриншпана. Эта точка зрения просуществовала достаточно долго — например, об этом писала Ханна Арендт в своей книге «Банальность зла: Эйхман в Иерусалиме», вышедшей в 1963 году.
К процессу готовилась и немецкая сторона. Геббельс решил превратить процесс в пропагандистскую битву за Германию. На нём планировалось доказать, что убийство стало результатом всемирного еврейского заговора, преследующего целью порабощение Германии — в связи с чем немецкая антисемитская политика (в том числе и «Хрустальная ночь») была продиктована необходимостью защитить весь мир от еврейской угрозы, частью которой являлся Гриншпан.
Уже 8 ноября 1938 года Геббельс назначил имперского юридического консультанта и специалиста по вопросам пропаганды Фридриха Гримма представителем Германии на суде. 11 ноября 1938 года Геббельс провёл совещание группы по подготовке процесса, возглавляемой правительственным чиновником Вольфгангом Диверге. В состав группы входили Гримм, а также представители министерства иностранных дел и Зарубежной организации НСДАП. Гримм высказал мнение, что выдачи Гриншпана ожидать бессмысленно, и процесс по делу состоится во Франции. На совещании было решено, что Гримм будет также оказывать влияние на удовлетворение дополнительного иска от родителей и брата фом Рата. Однако это было возможно только совместно с французскими юристами, подбор которых был тоже поручен Гримму.
Гримм сразу же отправился в Париж. Там он получил сведения, что защитник Гриншпана мэтр Венсан де Моро-Жафери из Международной лиги против антисемитизма собирается пригласить на процесс родителей Гриншпана, чтобы они дали показания о немецких антисемитских акциях. Гримм обратился к польским властям, и они, сами настроенные антисемитски, запретили выезд родителям Гриншпана. В процессе подготовки к процессу Гримм находился в постоянных разъездах между Германией и Францией.
Начало процесса долго откладывалось, а после того, как 1 сентября 1939 года Германия вторглась в Польшу, действия Гриншпана начали рассматриваться под другим углом. Вследствие перелома в настроении французского общества дело клонилось к оправданию Гриншпана. При этом, поскольку с 3 сентября 1939 года Германия и Франция находились в состоянии войны, немецкая сторона не смогла участвовать в процессе. Однако Гримм решил влиять на процесс из нейтральных стран. Для выполнения этой задачи он пробыл несколько месяцев в немецком посольстве в Берне, контактируя с французскими следственными органами через швейцарского адвоката Гинана, и, более того, был назначен генеральным консулом Германии. Несмотря на состояние войны, Гримму удалось получить у французского генерального консула в Берне визу для Гинана как представителя Германии на грядущем процессе. В Париже Гинан встретился с министром юстиции Жоржем Бонне, в результате чего процесс был приостановлен, но Гриншпан остался в тюрьме.

### Экстрадиция в Германию
Гриншпан, несмотря на свой возраст, пробыл в тюрьме без суда в течение 20 месяцев, вплоть до победы Германии над Францией. Он просил зачислить его во французскую армию и отправить на фронт, но прошение было отклонено. 18 июня 1940 года в Париж прибыл со своим штатом Гельмут Кнохен, назначенный начальником СД и полиции безопасности в Париже, а на следующий день — будущий посол нацистской Германии во Франции Отто Абец, в аппарат которого входил Гримм. В тот же день Гримм встретился с руководителем парижской тайной полевой полиции штурмбаннфюрером Карлом Бёмельбургом, после чего Гриншпан был объявлен в розыск, а Гримм сообщил в министерство иностранных дел, что Гриншпан был «незаконно» выпущен из парижской тюрьмы. Было изъято следственное дело Гриншпана, а во всех еврейских организациях и юридических фирмах, связанных с ним, прошли обыски, в том числе и у де Моро-Жафери.
В действительности Гриншпан был отправлен вместе с другими заключёнными на не занятый немцами юг, и после бомбёжки состава с заключёнными оказался на свободе. Он, будучи без средств и достаточного знания языка, не стал скрываться, а напротив, обратился к французским властям, после чего был заключён в тюрьму в Бурже, где с ним встретился прокурор, а затем переведён в Тулузу.
Гримм смог найти Гриншпана в южной Франции и попросил французского министра юстиции о его выдаче. Одновременно по тому же поводу в комиссию по перемирию обратилось министерство иностранных дел. 18 июля 1940 года французы передали Гриншпана немцам на границе свободной и оккупированной зон, после чего он был отправлен в берлинскую тюрьму гестапо на Принц-Альбрехтштрассе, 8. Эта выдача явилась нарушением договора о перемирии и норм международного права, поскольку Гриншпан не был гражданином Германии, а преступление было совершено до вторжения немцев на французскую территорию.
После этого началась подготовка показательного политического процесса по нацистскому образцу, в которой совместно участвовали Народный суд и рейхсминистерство пропаганды во главе с Геббельсом. На нём намеревалось доказать существование «еврейского всемирного заговора», направленного на уничтожение Германии и обусловившего мировую войну. Главными организаторами процесса стали Гримм и Диверге. Однако дело осложнилось угрозами Гриншпана дать показания о связях фом Рата в парижской гомосексуальной среде. Тем самым стратегия нацистов оказалась сорвана, поскольку обвинение опасалось, что Гриншпан поведёт разговор не только о предполагаемой гомосексуальности фом Рата, но, возможно, и других нацистов, проживающих в Париже. Кроме этого, могло статься, что Гриншпан решит воспользоваться защитной тактикой своего парижского адвоката. И, наконец, Гриншпан мог поставить под сомнение законность своей выдачи. В итоге подготовка процесса была по приказу Гитлера свёрнута в июле 1942 года. Гриншпан был сперва отправлен в концлагерь Заксенхаузен, а 26 сентября 1942 года переведён в каторжную тюрьму Магдебурга. Это было последним упоминанием о Гриншпане в немецких документах, его дальнейшая судьба осталась неизвестной. Но есть сведения, что в конце 1943 — начале 1944 года его допрашивал в главном здании гестапо в Берлине Адольф Эйхман.

Фотография 1946 года, сделанная во время протеста в лагере в Бамберге, на которой, по словам Фурера и Прокиш, запечатлён Гершель Гриншпан (крайний слева)

Его родители и брат пережили Холокост. Через некоторое время после их изгнания в Польшу они оказались в СССР, а после войны иммигрировали в Израиль. В 1961 году отец и брат Гриншпана выступали на процессе Эйхмана.
8 мая 1960 года суд ФРГ на основании ходатайства родителей официально признал Гершеля Гриншпана умершим. До этого некоторые газеты и историк Гельмут Хайбер утверждали, что Гриншпан пережил войну и жил под чужим именем в Париже. В 1981 году, опровергая Хайбера, историк Рон Ройцен заявил, что Гриншпан скончался незадолго до окончания войны.
В декабре 2016 года немецкий историк и журналист Армин Фурер вместе с австрийским архивариусом Кристой Прокиш заявили, что человек на фотографии 1946 года, которую они нашли в архивах Еврейского музея Вены, является Гриншпаном (фотография была сделана 3 июля 1946 года в лагере для перемещённых лиц в Бамберге во время демонстрации протеста выживших в Холокосте против отказа британских властей позволить им иммигрировать в Палестину). Последовавшая за этим проверка по распознаванию лиц показала 95 % схожести в лицах человека на фотографии и Гриншпана.

## Память о Гриншпане
Имя Гриншпана можно найти среди тысяч имён, выгравированных на памятнике депортированным гражданам еврейской национальности на Опернплац в Ганновере, где он назван пропавшим без вести. 22 марта 2010 года в Старом городе Ганновера немецкий деятель искусств Гюнтер Демниг заложил на месте последнего местожительства семьи Гриншпанов «камни преткновения» в честь Гершеля Гриншпана и его сестры Эстер (их дом на Бургштрассе, 36 не сохранился, и сейчас на этом месте находится исторический музей).
9 сентября 2013 года на здании исторического музея состоялось открытие мемориальной доски в память о Гриншпане.
Жизнь Гриншпана вдохновила английского композитора Майкла Типпетта на написание оратории A Child of Our Time.
В 2007 году французский режиссёр Жоэль Кальметт снял документальный фильм Livrez-nous Grynszpan, 29 октября 2008 года показанный по телеканалу Arte под названием Das kurze, mutige Leben des Herschel Grünspan.

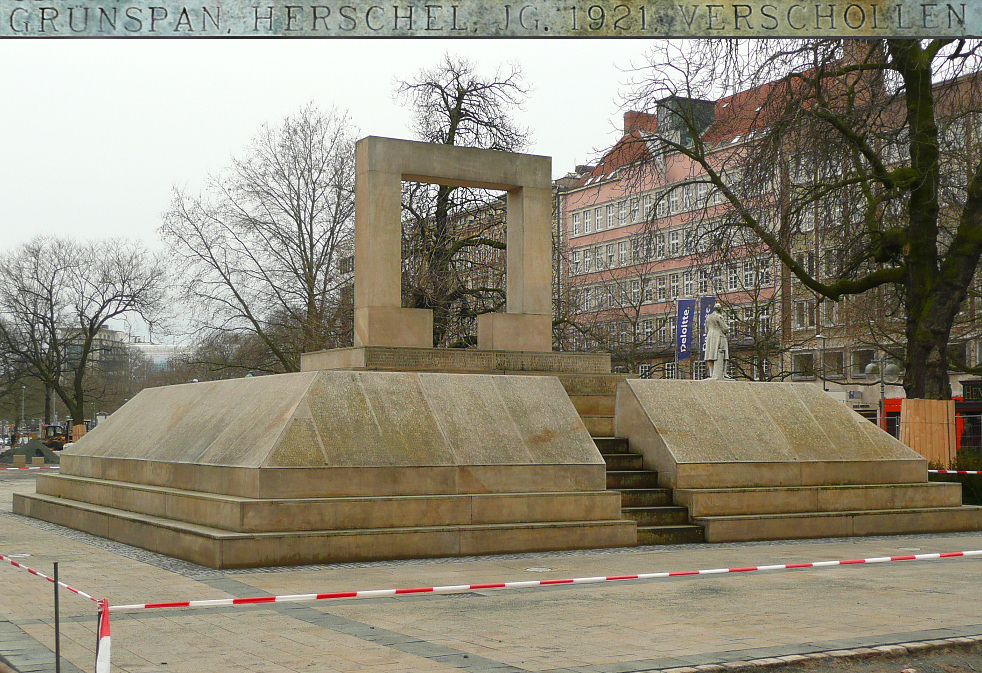
Памятник депортированным гражданам еврейской национальности в Ганновере; вверху – гравировка имени Гершеля Гриншпана на нём
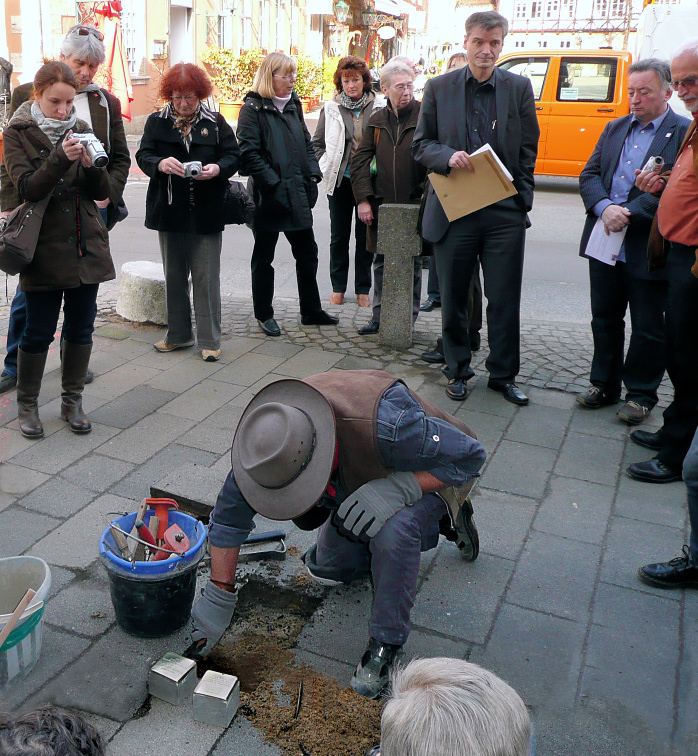
Закладка «камня преткновения» Гершеля Гриншпана в Ганновере
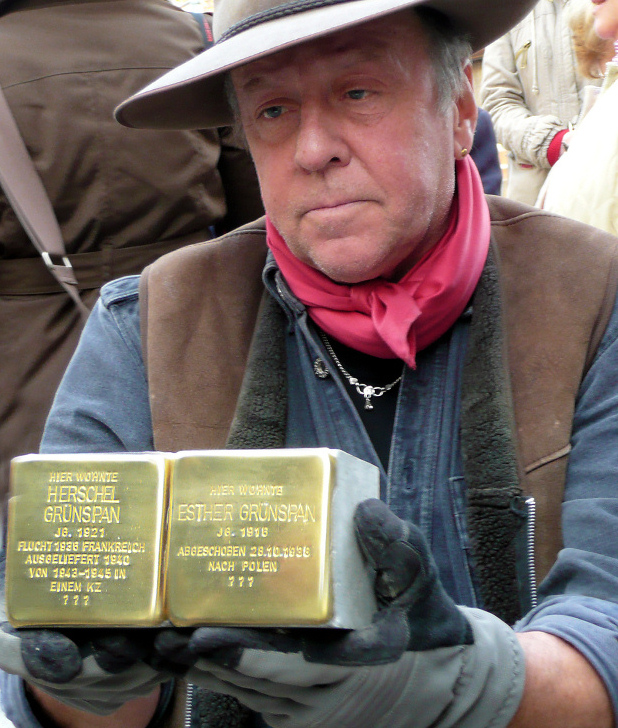
Гюнтер Демниг перед началом закладки «камня преткновения»
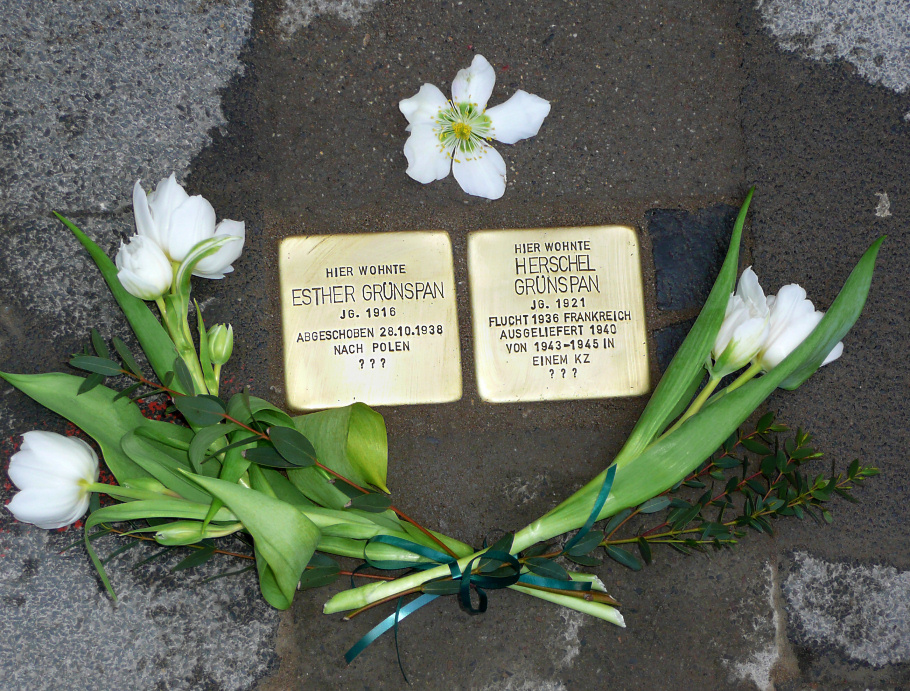
«Камни преткновения» Гершеля Гриншпана и его сестры Эстер
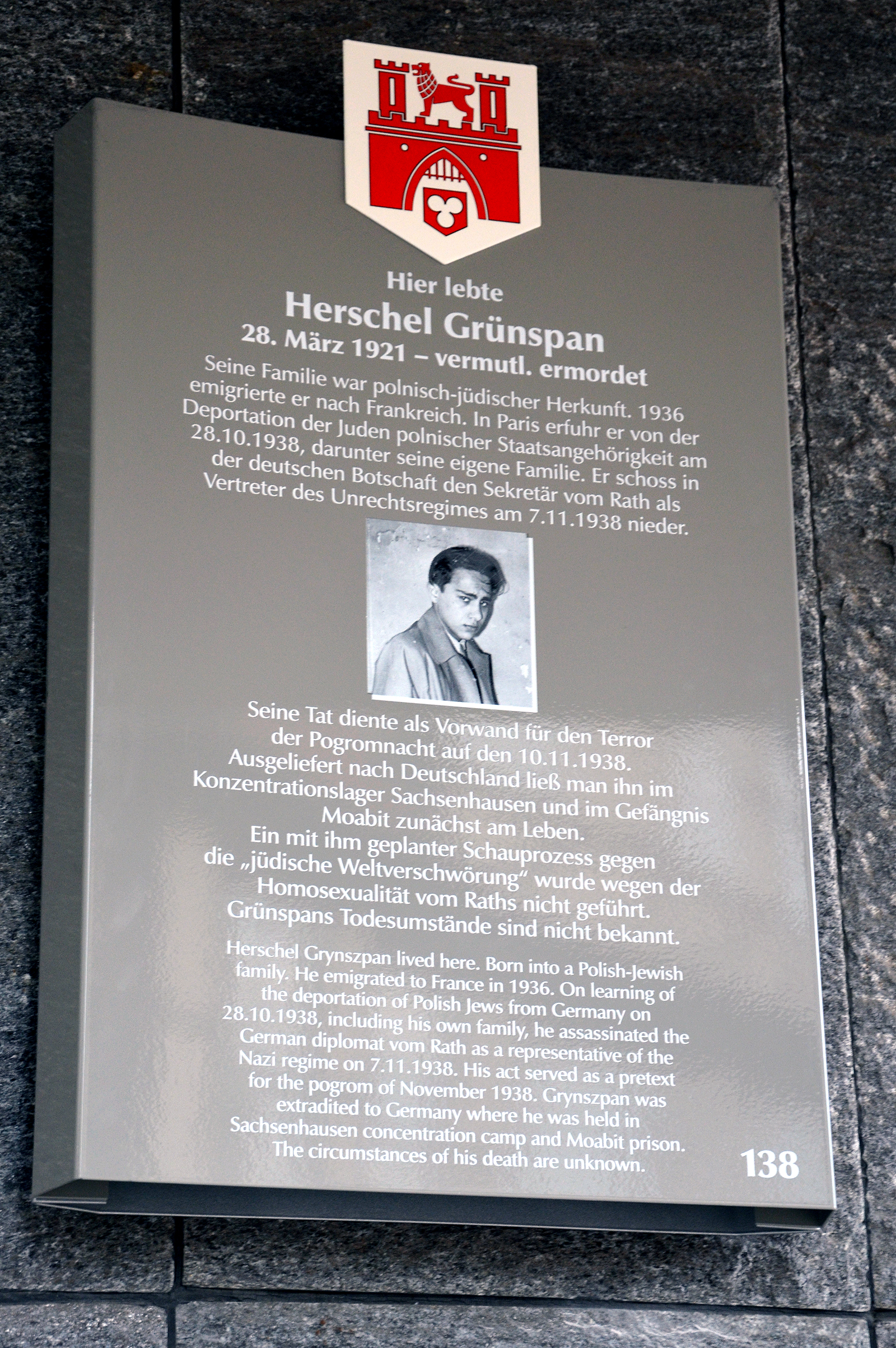
Мемориальная доска на здании исторического музея